# Esther Lederberg
Esther Miriam Zimmer Lederberg (født 18. december 1922, død 11. november 2006) var en amerikansk molekylærbiologi og en pioner inden for genetik hos bakterier. Blandt hendes bidrag til sit fag er opdagelsen i 1950 den såkaldte lambdaphag og opdagelsen af F-plasmidet, et DNA-molekyle, der kan overføres mellem E. coli-bakterier.
Hun arbejdede tæt sammen med sin mand, Joshua Lederberg, der i samtiden oftest fik æren for deres fælles opdagelser. Således modtog han nobelprisen i fysiologi eller medicin i 1958, i hvilken forbindelse hendes bidrag ikke blev nævnt. Mens han blev leder af Genetisk Institut på Stanford University, måtte hun kæmpe for overhovedet at blive ansat. Ligeledes blev hun ikke tilbudt at bidrage til bogen Phage and the Origins of Molecular Biology fra 1966, skønt hun stod bag den basale opdagelse inden for dette område.